# Friheten leve!
Friheten leve! (рус. Да здравствует свобода!) — написанная в 1935 году шведская патриотическая песня, призывающая «порабощённый ложью и стыдом» народ бороться против капитализма и марксизма. Автор текста — известный шведский националист Свен-Улоф Линдхольм, автор музыки — Ян-Улоф Хедстрём. Впервые была публично исполнена в Стокгольмском концертном зале в 1936 году и, по воспоминаниям современников, вызвала бурные овации. В 1937 году была исполнена на съезде военизированной организации «Шведское социалистическое собрание»; ознакомившийся с его материалами литературовед Джимми Вулович отметил, что именно с этого момента «боевые песни» (швед. kampsånger) стали обязательным элементом пропаганды националистов. Впоследствии песня Friheten leve! стала гимном этой организации.

## Современность
В настоящее время данная песня популярна у шведских националистов. Студийную запись этой песни в новой аранжировке сделали как минимум 3 музыкальных коллектива:
- Storm — 1995, альбом Nordavind;
- Pluton Svea — 1998, альбом Drömmen om frihet[4];
- Svensk Ungdom[швед.] — 2005, альбом Frihetsmarscher och kampsånger[5].

## Текст песни
Песня состоит из трёх куплетов, после каждого из которых однократно исполняется припев. Ниже приведён только первый куплет, поскольку по шведскому законодательству полный текст перейдёт в общественное достояние только в 2048 году.
Du folk, som förslavades i lögner och skam,

se frihetens dag ännu kan gry,

i tätnande led marscherar ungdomen fram

till kamp över stad och land och by.

Från nordlandets dunkelblåa skogar och fjäll

till soliga österskär och sund

vi ropa kring, dalarne och bergen vårt hell

för denna frihets unga morgonstund.